# علیرضا تابش (زاده ۱۳۵۲)
علیرضا تابش (زاده ۱۳۵۲) مدیر ایرانی است که از ۱۳۹۳ تا ۱۴۰۰ مدیرعامل بنیاد فارابی بود. وی خواهرزادهٔ رئیس‌جمهور سابق ایران محمد خاتمی و برادر کوچک محمدرضا تابش است.

## زندگی و تحصیلات
تابش در یک خانواده فرهنگی به دنیا آمد و فرزند ششم خانواده است. پدرش معلم و مدیر در مدارس شهرهای یزد و اردکان بود. علیرضا فرزند آخر از دوران مدرسه به دنبال حوزه مورد علاقه خود یعنی فرهنگ و هنر رفت. او از شاگردان آیت‌الله محمد حسین بهجتی (شفق) شاعر انقلاب و امام جمعه اردکان در سال‌های ۱۳۷۰ تا ۱۳۷۴ بود. در سال‌های نخست جوانی عضو انجمن سینمای جوان یزد شد. دوره آموزشی عکاسی و فیلمسازی را در این انجمن گذراند و دو فیلم کوتاه مستند به نام‌های «شهر من شهر آفتاب» و «سایه‌ها» در سال‌های ۷۴ و ۷۵ در این انجمن ساخت. بعدها از سال ۸۰ تا ۸۲ به عضویت هیئت امناء انجمن سینمای جوانان ایران درآمد. تابش کارشناسی زبان و ادبیات فارسی و کارشناسی ارشد مدیریت رسانه را در کارنامه تحصیلی خود دارد، در سال ۹۲ کنفرانس علمی با عنوان «مدیریت سینمای ایران» در دانشگاه تهران با امتیاز (A) را ارائه داد.

## فعالیت‌ها
وی همزمان با ورود به دانشگاه در دوران وزارت مهندس مصطفی میرسلیم به عنوان کارشناس شورای فرهنگ عمومی یزد وارد این وزارت‌خانه شد و در سال ۷۲ (تا ۷۶) رئیس روابط عمومی اداره کل فرهنگ و ارشاد اسلامی یزد بود و از سال ۷۶ تا ۸۴ دبیری شورای معاونان وزارت ارشاد را بر عهده داشت. او همچنین از سال ۷۸ تا ۸۴ بایگانی‌شده  در ۱۴ فوریه ۲۰۱۵ توسط Wayback Machine سرپرست دفتر وزارتی ارشاد بود و در همین زمان مدیرکل حوزه وزارتی و روابط عمومی وزارت ارشاد و مشاور وزیر فرهنگ و ارشاد اسلامی را بر عهده داشت. همچنین در دوران حضورش در وزارت ارشاد از سال ۷۹ تا ۸۴ عضو ستاد اقامه نماز وزارت فرهنگ و ارشاد اسلامی و عضو شورای امر به معروف و نهی از منکر و عضو شورای تحول اداری این وزارتخانه بود.
هشت دوره عضو ستاد جشنواره شهید رجایی وزارت ارشاد بود، هفت دوره عضو و مشاور ستاد برگزاری نمایشگاه بین‌المللی کتاب تهران و چهار دوره مشاور ستاد برگزاری نمایشگاه بین‌المللی قرآن کریم را به همراه برگزاری نخستین همایش روابط عمومی‌های وزارت ارشاد در سال ۱۳۸۲، برگزاری پنج دوره نمایشگاه دفاع مقدس به مناسبت هفته دفاع مقدس و برنامه‌ریزی و اجرای مراسم رونمایی از چهار مصحف قرآن نفیس را در کارنامه کاری خود دارد.
از جمله فعالیت‌های مدیریتی وی می‌توان به این موارد اشاره کرد:
در سال ۱۳۸۴ به عنوان مدیر نمونه ملی در هشتمین جشنواره شهید رجایی انتخاب شد و سال قبل از آن به عنوان مدیر نمونه وزارت فرهنگ و ارشاد اسلامی معرفی شد و به دلیل فعالیت‌های مؤثر در حوزه فرهنگ و هنر از رئیس‌جمهور لوح سپاس دریافت کرد. دریافت لوح تقدیر از معاون اول رئیس‌جمهور، رئیس سازمان مدیریت و برنامه‌ریزی، رئیس دفتر رئیس‌جمهور، رئیس سازمان ایرانگردی و جهانگردی و معاون اجتماعی و ارشاد ناجا در سومین نمایشگاه عمومی نیروی انتظامی هم در دوران مدیریتی او در وزارت فرهنگ و ارشاد اسلامی به چشم می‌خورد.
علیرضا تابش در دولت نهم و در دوران ریاست علی اکبر اشعری بر سازمان اسناد و کتابخانه ملی به این نهاد فرهنگی رفت، او از سال ۸۴ تا ۸۶ معاون مدیریت خدمات آرشیوی سازمان اسناد و کتابخانه ملی بود و بعد از آن تا سال ۹۲ به عنوان مدیر دفتر هماهنگی امور یادمان‌های رؤسای جمهوری در سازمان اسناد و کتابخانه ملی ایران مشغول به خدمت بود.
بعد از روی کارآمدن دولت تدبیر و امید، تابش که در سال‌های ۷۸ تا ۸۴ عضو هیئت نظارت بر انجمن دوستداران میراث فرهنگی بود، به دعوت محمدعلی نجفی به عنوان مدیرکل حوزه ریاست و مشاور رئیس سازمان میراث فرهنگی، صنایع دستی و گردشگری کشور به این سازمان رفت. بعد از آنکه نجفی از این سازمان رفت و سلطانی‌فر، ریاست این سازمان را برعهده گرفت و تابش را ابقا کرد و یک سال بعد یعنی اوایل دی ماه ۹۳ نیز با استعفای او از این سازمان مخالفت کرد. تابش در یکسال و هفت ماه که از حضورش در این سازمان می‌گذرد عضو «شورای فرهنگی»، عضو ستاد جشنواره شهید رجائی و عضو شورای تحول اداری سازمان میراث فرهنگی صنایع دستی و گردشگری بوده است و در سمپوزیوم بین‌المللی گردشگری پایدار مورد تقدیر معاون رئیس‌جمهور قرار گرفت.
تابش که علاوه بر این موارد، بین سال‌های ۸۵ تا ۸۹ مشاور رئیس کمیسیون فرهنگی شورای اسلامی شهر تهران ۱۳۸۵، عضو و دبیر شورای فرهنگ و هنر سازمان زیباسازی شهرداری تهران ۱۳۸۷ تا ۱۳۸۹، رئیس هیئت مدیره انجمن فعالان و نخبگان روابط عمومی از سال ۸۵ و عضو شورای سیاست‌گذاری جایزه اخلاق و نیایش در آینه هنر و پژوهش از سال ۸۴ تاکنون بوده است، در فاصله سال‌های ۷۶ تا ۸۴ علاوه بر عضویت در هیئت امنای نهادهای سینمایی، دبیری شوراهای متعدد تصمیم‌گیری را در حوزه‌های مختلف فرهنگی و هنری و از جمله سینما برعهده داشته است.
علیرضا تابش از ۲۵ بهمن ماه ۱۳۹۳ مدیرعامل بنیاد فارابی است.